# Tom Cochrane (fotbollsspelare)
Thomas "Tom" Cochrane, född den 7 oktober 1908 i Newcastle-upon-Tyne, död den 1 januari 1976 i Cleveland, var en engelsk professionell fotbollsspelare.

## Karriär
Cochrane startade sin fotbollskarriär som amatör i St Peter’s Albion innan han skrev proffskontrakt med Leeds United 1928. Där var han en framgångsrik vänsterytter från 1928 till 1936 och spelade total 259 matcher och gjorde 27 mål, varav 244 ligamatcher och 23 ligamål, för Leeds. Han fortsatte karriären i Middlesbrough och Bradford (Park Avenue) innan andra världskriget bröt ut. Under kriget spelade han ett flertal matcher för olika klubbar.